# Theodoxus
Genre
Synonymes
- Neritina  Montfort, 1810[2]
- Neritoglobus Kobelt, 1871[2]

Theodoxus (ou néritine ou parfois nérite) est un genre de mollusques gastéropodes aquatiques herbivores d'eau douce, de la famille des Neritidae.

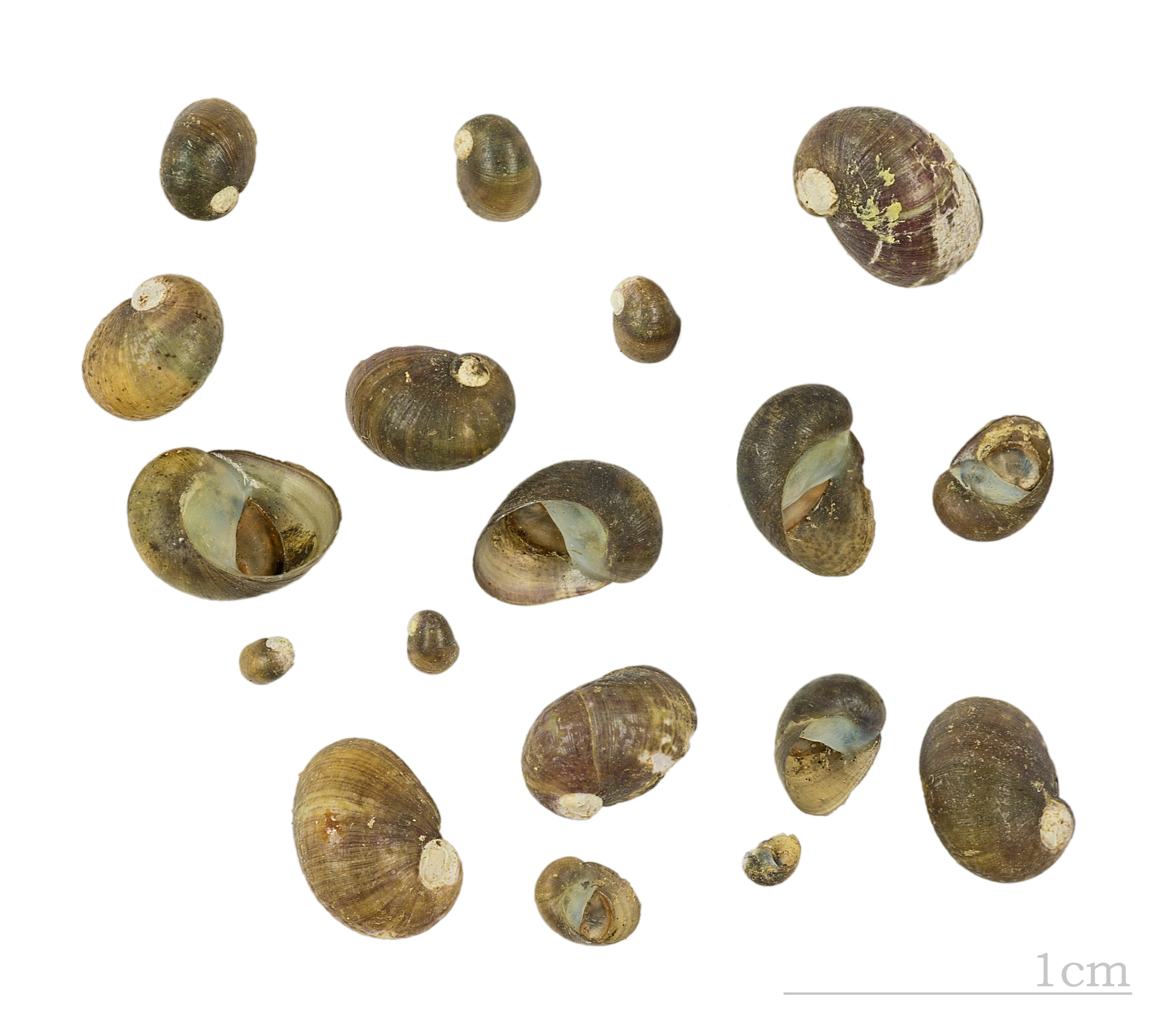
Exemple de couleur de coquilles de Theodoxus fluviatilis thermalis (sous-espèce du sud de la France)

Les nérites vivent tous en eau douce mais quelques espèces sont également adaptés aux eaux saumâtres.
Les espèces de néritines sont presque toutes tropicales, mais il existe quelques espèces vivant en zone tempérée à fraiche, dont par exemple Theodoxus fluviatilis (Linnaeus, 1758) la seule espèce pouvant peut être trouvée en France, alors que trois autres espèces (Theodoxus danubialis, Pfeiffer 1828 (ou nérite du Danube), ainsi que Theodoxus transversalis, Pfeiffer 1828 (ou nérite fasciée) et Theodoxus prevostianus (espèce en danger) peuvent aussi être trouvés en Europe centrale.

## Distribution
Ce genre inclut quelques espèces présentes en Europe et surtout en Afrique du Nord et au Moyen-Orient (jusqu'au sud de l'Iran).
Il est à noter qu'aucune autre espèces de nérite (de la famille neritidae) a une distribution sympatrique de celle de Theodoxus. La répartition du genre  Theodoxus est en quelque sorte une exception au sein de cette famille, car ses autres représentants actuels semblent tous originaires de l'hémisphère Sud.
Les espèces du genre Theodoxus sont les seuls mollusques de la famille Neritidae vivant en climat tempéré. On peut donc penser que le réchauffement climatique se traduira par des changements de leurs aires de répartition.

## Taxonomie et Phylogénie
Espèce-type : c'est Theodoxus lutetianus Montfort, 1810
Phylogénie : Bunje & Lindberg (2007) ont présenté une première hypothèse phylogénétique sur la spécificité du clade Theodoxus. L'évolution de ce genre (Theodoxus) résulterait de la séparation de l'Europe avec l'Afrique par la Méditerranée et la mer Paratéthys au Miocène.

## Description

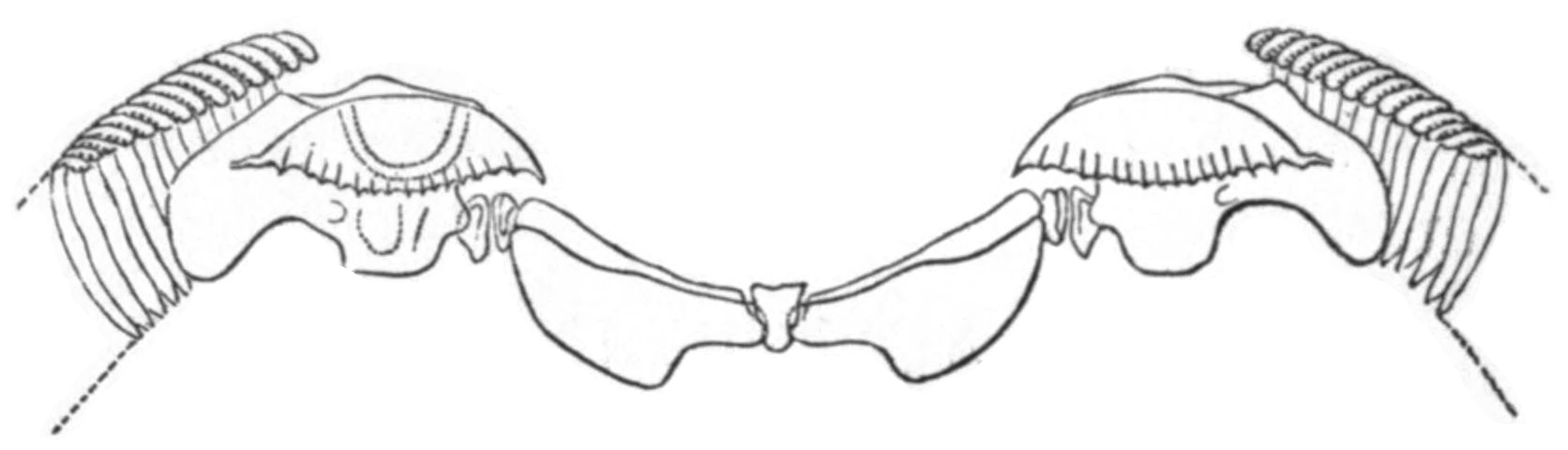
Dessin représentant l'organisation des rangées de dents de la radula de T. fluviatilis.

La coquille des espèces de ce genre est semiovulaire avec une large ouverture, sans ombilic. La columelle et les spires intérieures sont absentes.
La taille des espèces de ce genre est très variable. De même le motif et la couleur de la coquille des nérites varient : la coquille est le plus souvent blanche, parfois orange, et présente sur toute sa surface externe un motif en résille ou des bandes foncées. La coquille est parfois verdie par des microalgues. Chez quelques espèces les bandes plus foncées occupent presque toute la surface faisant paraitre la coquille noire ou brune. Ce caractère se retrouve parfois localement chez des individus d'espèces normalement striées. Les détails de l'opercule et de la radula peuvent également varier au sein d'une même espèce. Ces variations rendent l'identification au niveau de l'espèce très difficile,.
Il possède un opercule dont la forme diffère chez le mâle et la femelle.

## Habitats, Biologie, écologie
Ces mollusques vivent sur les substrats durs (roches, galets, branches..) et sont souvent trouvés le jour à l'abri de la lumière (sur la face inférieure de pierres, sous des surplombs...) près de la surface et jusqu'à 5–6 m de profondeur et parfois plus. Ils se nourrissent d'algues sur le biofilm alguobactérien du périphyton..
Selon certains auteurs, les mollusques du genre Theodoxus ont besoin de surfaces dures et rugueuses pour être en mesure de trouver et digérer leur nourriture ; un substrat caillouteux (éventuellement constitué de déchets de construction/bricaillon immergés) est nécessaire.
Les algues vertes ne sont cependant pas consommées car les theodoxus ne disposent pas d'une enzyme (cellulase) nécessaire à leur digestion.

## Reproduction
Ces escargots pondent des œufs regroupés et protégés dans de petites capsules faite de conchyoline opaque, blanche ou blanc-crème (chacune contenant de 30 à 70 minuscules œufs).
Ces capsules sont habituellement collées sur des substrats durs et plus souvent encore sur les coquilles d'autres theodoxus ou d'autres mollusques (ce qui pourrait limiter le risque de prédation sur les œufs et pourrait contribuer à la dispersion des futurs individus dans le milieu).
Un seul juvénile se développera réellement dans la capsule, les autres œufs lui serviront de nourriture.

## Systématique

### Liste d'espèces
Il n'y a pas eu de révision de la systématique des Theodoxus depuis 2007. Bunje (en 2004) citait au moins 34 espèces au sein du genre Theodoxus. La liste rouge de l'UICN (2015) fournit un statut de conservation pour 23 espèces of Theodoxus
Les espèces du genre Theodoxus comprennent :
sous-genre Brusinaella Andrusov, 1912
- † Theodoxus petasatus (Seninski, 1905)

sous-genre Calvertia Bourguignat, 1880
- † Theodoxus acuticarinatus (Fuchs, 1870)
- † Theodoxus amblygonioides Wenz, 1930
- † Theodoxus amethystinus (Brusina, 1874)
- † Theodoxus anconae (Capellini, 1880)
- † Theodoxus angularis Gozhik, 2002
- † Theodoxus anonymus Anistratenko & Gozhik, 1995
- † Theodoxus atticus Kühn, 1963
- † Theodoxus barakovici (Brusina, 1902)
- † Theodoxus bessarabicus (Sinzov, 1896)
- † Theodoxus brusinai (Pavlović, 1931)
- † Theodoxus capellinii (Pantanelli, 1876)
- † Theodoxus capillaceus (Brusina, 1874)
- † Theodoxus crescens (Fuchs, 1870)
- † Theodoxus doderleini (d'Ancona, 1869)
- † Theodoxus dumortieri (Fontannes, 1878)
- † Theodoxus fasciatus Gozhik in Gozhik & Datsenko, 2007
- † Theodoxus gnezdai (Brusina, 1884)
- † Theodoxus grateloupianus (Férussac, 1823)
- † Theodoxus hoernesanus (Semper, 1867)
- † Theodoxus ingulenzis Gozhik in Gozhik & Datsenko, 2007
- † Theodoxus kalodictya (Andrusov, 1909)
- † Theodoxus koslinskyi (Porumbaru, 1881)
- † Theodoxus lamellatus (Brusina, 1892)
- † Theodoxus lineatus (Sinzov, 1896)
- † Theodoxus lorkovici (Brusina, 1878)
- † Theodoxus macedonicus Wenz, 1943
- † Theodoxus maculosus Gozhik in Gozhik & Datsenko, 2007
- † Theodoxus mayeri (Semper, 1867)
- † Theodoxus militaris (Neumayr, 1869)
- † Theodoxus miljkovici (Brusina, 1902)
- † Theodoxus millepunctatus (Brusina, 1902)
- † Theodoxus moeschi Locard, 1893
- † Theodoxus morulus Kühn, 1963
- † Theodoxus mutinensis (d'Ancona, 1869)
- † Theodoxus neumayri (Burgerstein, 1877)
- † Theodoxus nitens Gozhik, 2002
- † Theodoxus nivosus (Brusina, 1874)
- † Theodoxus novorossicus (Sinzov, 1896)
- † Theodoxus obtusangulaeformis Gozhik, 2002
- † Theodoxus oxytropida (Andrusov, 1909)
- † Theodoxus pavlovici Milošević, 1983
- † Theodoxus philippianus Locard, 1883
- † Theodoxus pilari (Brusina, 1884)
- † Theodoxus platystoma (Brusina, 1874)
- † Theodoxus pseudodanubialis (Sinzov, 1896)
- † Theodoxus pseudofluviatilis Locard, 1893
- † Theodoxus pseudograteloupanus (Sinzov, 1884)
- † Theodoxus radmanesti (Fuchs, 1870)
- † Theodoxus radovanovici (Brusina, 1893)
- † Theodoxus reiseri (Brusina, 1902)
- † Theodoxus rugosus (Pavlović, 1931)
- † Theodoxus sagittiferus (Brusina, 1874)
- † Theodoxus schachmaticus (Andrusov, 1909)
- † Theodoxus scoliogramma (Brusina, 1884)
- † Theodoxus semidentatus (Sandberger, 1875)
- † Theodoxus serrulatus (Brusina, 1892)
- † Theodoxus slavonicus (Brusina, 1878)
- † Theodoxus sophievkaensis Gozhik in Gozhik & Datsenko, 2007
- † Theodoxus stanae (Brusina, 1893)
- † Theodoxus stefanescui (Fontannes, 1887)
- † Theodoxus stefanescuiformis Gozhik in Gozhik & Datsenko, 2007
- † Theodoxus subquadrofasciatus Gozhik, 2002
- † Theodoxus subslavonicus Gozhik, 2002
- † Theodoxus sundicus (Andrusov, 1909)
- † Theodoxus suskalovici (Pavlović, 1903)
- † Theodoxus sycophantus (Brusina, 1878)
- † Theodoxus tropidophorus (Brusina, 1884)
- † Theodoxus turbinatus (Fuchs, 1870)
- † Theodoxus veljetinensis (Pavlović, 1903)
- † Theodoxus venustus (Brusina, 1897)
- † Theodoxus xanthozona (Brusina, 1884)
- † Theodoxus zagradovkaensis Gozhik, 2002
- † Theodoxus zivkovici (Pavlović, 1903)

sous-genre Neritonyx Andrusov, 1912
- † Theodoxus unguiculatus (Seninski, 1905)

sous-genre Ninniopsis Tomlin, 1930
- † Theodoxus colchicus (Andrusov, 1912)

sous-genre Neritaea Roth, 1855
- Theodoxus anatolicus (Récluz, 1841)[14],[15],[16]
- † Theodoxus groyanus (Férussac, 1823)
- Theodoxus jordani (Sowerby)[16]
- † Theodoxus micans (Gaudry & Fischer in Gaudry, 1867)
- Theodoxus niloticus (Reeve, 1856)[16] - synonym: Theodoxus africanus (Reeve, 1856)[17]
- † Theodoxus subdoricus Schütt, 1976
- Theodoxus subterrelictus Schütt, 1963[14],[15]
- Theodoxus varius (Menke, 1828)[14],[15]

sous-genre Theodoxus Montfort, 1810
- Theodoxus altenai Schütt, 1965 (Turquie)[14],[16]
- Theodoxus baeticus (Lamarck, 1822) Espagne[14],[2]
- † Theodoxus becenensis (Cobălcescu, 1883)
- † Theodoxus brenneri (Handmann, 1882)
- † Theodoxus carasiensis Jekelius, 1944
- † Theodoxus constantiae Stefanescu, 1896
- † Theodoxus culceri (Porumbaru, 1881)
- † Theodoxus cyrtocelis (Krauss, 1852)
- Theodoxus danubialis 	(Pfeiffer, 1828)[14],[2],[16] (Autriche)
- † Theodoxus denisluensis (Oppenheim, 1919)
- † Theodoxus deperditus (Almera, 1894)
- † Theodoxus elongatulus (Philippi, 1844)[14],[2] (Espagne)
- † Theodoxus eugenii Jekelius, 1944
- Theodoxus euxinus (Clessin, 1886)[14],[2],[18] (Turquie, Ukraine (Mer Noire). Blanc, résille marron foncée à noire. 10 mm)
- Theodoxus fluviatilis (Linnaeus, 1758)[14],[2] - Espèce type (Allemagne, Autriche, Espagne — Espèce type. Blanc, gris clair ou brun avec résille grise ou marron de forme très variable. 5–10 mm)[19] Synonymes: Theodoxus brauneri (Lindholm, 1908)[19] (but as separate species per[14],[2]); Theodoxus brauneri f. lacrymans Lindholm, 1908[19]; Theodoxus brauneri f.  alboguttata Lindholm, 1908[19]; Theodoxus brauneri f. pulherrima Lindholm, 1908[19]; Theodoxus lutetianus Montfort, 1810[14]. Bunje (2005)[20] does not consider Theodoxus velox Anistratenko, 1999[21],[18] to be a distinct species from Theodoxus fluviatilis[20],[16],[18].
- † Theodoxus gregarius (Thomä, 1845)
- Theodoxus heldreichi (Martens, 1879)[14],[16] (Turquie)
- † Theodoxus hisingeri (Bellardi & Michelotti, 1841)
- Theodoxus hispalensis (Martens, 1879)[14],[2]
- † Theodoxus jekeliusi Jurišić-Polšak, 1979
- † Theodoxus leobersdorfensis (Handmann, 1887)
- Theodoxus meridionalis (Philippi, 1836)[14],[22],[2] (Italie)
- † Theodoxus milessii Papp, 1979
- † Theodoxus moosbrunnensis Papp, 1953
- † Theodoxus morellii (Bellardi & Michelotti, 1841)
- Theodoxus pallasi Lindholm, 1924[23],[14],[2],[18] (Russie)
- † Theodoxus pilidei (Tournouër, 1879)
- Theodoxus prevostianus (Pfeiffer, 1828)[14],[2],[16],[24] (Autriche)
- † Theodoxus punctatolineatus (Sinzov, 1896)
- Theodoxus saulcyi (Bourguignat, 1852)[14],[2]
- † Theodoxus scamandrius (Calvert & Neumayr, 1880)
- † Theodoxus semiplicatus (Neumayr in Herbich & Neumayr, 1875)
- † Theodoxus simplex (Fuchs, 1877)
- † Theodoxus subglobosus (Eichwald, 1853)
- Theodoxus subthermalis (Bourguignat in Issel, 1865)[18] or Theodoxus fluviatilis subthermalis Issel, 1865[2]
- Theodoxus transversalis (Pfeiffer, 1828)[14],[2],[16] (Blanc, gris ou jaune foncé avec bandes longitudinales brunes, grises ou noires. 6-10 mm)
- † Theodoxus trifasciatus (Grateloup, 1839)
- † Theodoxus turislavicus Jekelius, 1944
- Theodoxus valentinus (Graells, 1846)[14],[2] (Espagne)
- † Theodoxus zografi (Brusina, 1902)

autres sous-genre ?
- † Theodoxus abnormis (Jenkins, 1864)
- † Theodoxus almelae (Revilla, 1958)
- Theodoxus astrachanicus Starobogatov, 1994[23],[18]
- † Theodoxus banaticus Jekelius, 1944
- † Theodoxus bohotinensis (Simionescu & Barbu, 1940)
- † Theodoxus bolivari (Royo Gómez, 1922)
- † Theodoxus bukowskii (Oppenheim, 1919)
- Theodoxus cariosus (Wood, 1828)
- Theodoxus coronatus (Leach, 1815)[25]
- † Theodoxus crenulatus (Klein, 1853)
- † Theodoxus cunici (Brusina, 1892)
- Theodoxus danasteri (Lindholm, 1908)[21],[18]
- † Theodoxus doricus (Neumayr, 1880)
- Theodoxus euxinus (Clessin, 1886)
- † Theodoxus hellenicus (Bukowski, 1896)
- † Theodoxus imbricatus (Brusina, 1878)
- † Theodoxus intracarpaticus Jekelius, 1944
- Theodoxus karasuna[réf. nécessaire]
- † Theodoxus licherdopoli (Stefanescu, 1896)
- Theodoxus lituratus Eichwald, 1838
- Theodoxus luteofasciatus (Miller, 1879)
- Theodoxus macri (Sowerby, 1849)[26]
- Theodoxus maresi (Bourguignat, 1864)[27]
- Theodoxus marteli (Pallary, 1920)[28] (Maroc)
- Theodoxus milachevitchi Golikov & Starobogatov, 1966[18]
- Theodoxus mutinensis[réf. nécessaire]
- Theodoxus numidicus (Récluz, 1841)[29]
- Theodoxus olivaceus[réf. nécessaire]
- Theodoxus pallasi Lindholm, 1924
- Theodoxus pallidus Dunker, 1861
- † Theodoxus pappi Sauerzopf, 1952
- † Theodoxus paradisii (Magrograssi, 1928)
- † Theodoxus percarinatus (Oppenheim, 1919)
- Theodoxus pilidei (Tournouêr, 1879)[14]
- † Theodoxus politioanei Jekelius, 1944
- † Theodoxus politus Jekelius, 1944
- † Theodoxus postcrenulatus Papp, 1953
- † Theodoxus prozlatarici Jekelius, 1944
- † Theodoxus pseudodacicus Neubauer, Harzhauser, Georgopoulou, Mandic & Kroh, 2014 †
- † Theodoxus quadrifasciatus (Bielz, 1864) †
- † Theodoxus reticulatus Pană, 1990
- † Theodoxus rhodiensis (Tournouër in Fischer, 1877)
- Theodoxus sarmaticus (Lindholm, 1901)[21],[18]
- Theodoxus schultzii (Grimm, 1877)[23],[18]
- † Theodoxus scriptus (Stefanescu, 1896)
- † Theodoxus serratiliniformis Geyer, 1914[24]
- † Theodoxus sinjanus (Brusina, 1876)
- † Theodoxus soceni Jekelius, 1944
- † Theodoxus sphaeroidalis (Revilla, 1958)
- † Theodoxus spratti (Jenkins, 1864)
- † Theodoxus stoicai Neubauer, Harzhauser, Georgopoulou, Mandic & Kroh, 2014
- Theodoxus subthermalis Bourguignat in Issel, 1865
- † Theodoxus timisensis Jekelius, 1944
- † Theodoxus trilophosensis Rust, 1997
- Theodoxus velascoi (Graëlls, 1846)[14]
- Theodoxus velox V. Anistratenko in O. Anistratenko, Starobogatov & V. Anistratenko, 1999
- Theodoxus vespertinus (Sowerby II, 1849)
- † Theodoxus zlatarici Brusina, 1902)

Synonymes
- † Theodoxus burdigalensis (d'Orbigny, 1852) : synonym of †  Theodoxus (Theodoxus) trifasciatus (Grateloup, 1839)
- Theodoxus cariosus (Wood, 1828) and Theodoxus cariosa are synonyms of Neritina cariosa (Wood, 1828)[30]
- † Theodoxus dacicus Jekelius, 1944: synonym of † Theodoxus (Theodoxus) leobersdorfensis dacicus Jekelius, 1944
- Theodoxus doriae Issel, 1865: synonym of  Theodoxus fluviatilis (Linnaeus, 1758) represented as Theodoxus (Theodoxus) fluviatilis (Linnaeus, 1758)
- Theodoxus euphraticus (Mousson, 1874)[31] is a synonym of Neritina euphratica Mousson, 1874[32]
- † Theodoxus intracarpatica Jekelius, 1944 : synonym of  † Theodoxus intracarpaticus Jekelius, 1944
- Theodoxus lutetianus Montfort, 1810: synonym of Theodoxus fluviatilis (Linnaeus, 1758) represented as Theodoxus (Theodoxus) fluviatilis (Linnaeus, 1758)
- † Theodoxus mariae (Handmann, 1887): synonym of † Neritina mariae Handmann, 1887
- † Theodoxus martensi (Brusina, 1884): synonym of † Ninnia martensi (Brusina, 1884)
- Theodoxus neglectus is a synonym of Neritina neglecta (Pease, 1861)[30]
- † Theodoxus oslavanensis Rzehak, 1893: synonym of † Theodoxus (Theodoxus) cyrtocelis austriacus (Rzehak, 1893)
- Theodoxus oualaniense (Lesson, 1831): synonym of Checked: verified by a taxonomic editorClithon oualaniense (Lesson, 1831)
- † Theodoxus perlongus Jekelius, 1944: synonym of † Theodoxus (Theodoxus) zografi perlongus Jekelius, 1944
- † Theodoxus petralbensis Jekelius, 1944: synonym of † Theodoxus (Theodoxus) zografi petralbensis Jekelius, 1944
- † Theodoxus pictus (Férussac, 1823): synonym of † Agapilia picta (Férussac, 1823)
- Theodoxus reclivatus Say, 1822: synonym of  Neritina usnea (Röding, 1798)
- † Theodoxus rumanus (Stefanescu, 1896): synonym of † Theodoxus (Calvertia) stefanescui (Fontannes, 1887)
- † Theodoxus scamandri (Calvert & Neumayr, 1880): synonym of † Theodoxus (Theodoxus) scamandrius (Calvert & Neumayr, 1880)
- Theodoxus vespertinus : synonym of Neritina vespertinus (Sowerby, 1849)[30]
- † Theodoxus vetranici (Brusina, 1902): synonym of † Neritina vetranici (Brusina, 1902)
- Theodoxus virginea (Linnaeus, 1758): synonym of Neritina virginea (Linnaeus, 1758)
- † Theodoxus (Vittoclithon) pictus bizonalis (Grateloup, 1839): synonym of † Agapilia picta bizonalis (Grateloup, 1839)

Certains auteurs ajoutent :
- Theodoxus fontannesi Rhodes fossile
- Theodoxus guadianensis Espagne
- Theodoxus pelopponesa (Grèce)
- Theodoxus tingitanus Maroc
- Theodoxus vondeli Maroc
- Theodoxus vondeli f. aurantia Maroc